# Lior Shamriz
Lior Shamriz (Ascalona, 13 settembre 1978) è un regista cinematografico, sceneggiatore e montatore israeliano.

## Filmografia

### Regista
- Infantile (2005)
- Return to the Savanna (2005)
- Ho! Khutz Nora (2006)
- Before the Flowers of Friendship Faded Friendship Faded (2007)
- Japan Japan (2007)
- The Magic Desk (2009)
- Saturn Returns (2009)
- Return Return (2010)
- Mirrors for Princes (2011)
- A Low Life Mythology (2011)
- L'amour Sauvage (2014)
- Cancelled Faces (2015)
- Fallen Blossoms (2016)
- The Cage (2017)
- Estuaries (2022)

### Sceneggiatore
- Infantile (2005)
- Return to the Savanna (2005)
- Ho! Khutz Nora (2006)
- Before the Flowers of Friendship Faded Friendship Faded (2007)
- Japan Japan (2007)
- Saturn Returns (2009)
- Mirrors for Princes (2011)
- A Low Life Mythology (2011)
- Cancelled Faces (2015)
- The Cage (2017)
- Estuaries (2022)